# Paphinia neudeckeri
Paphinia neudeckeri là một loài thực vật có hoa trong họ Lan. Loài này được Jenny mô tả khoa học đầu tiên năm 1983.

## Hình ảnh

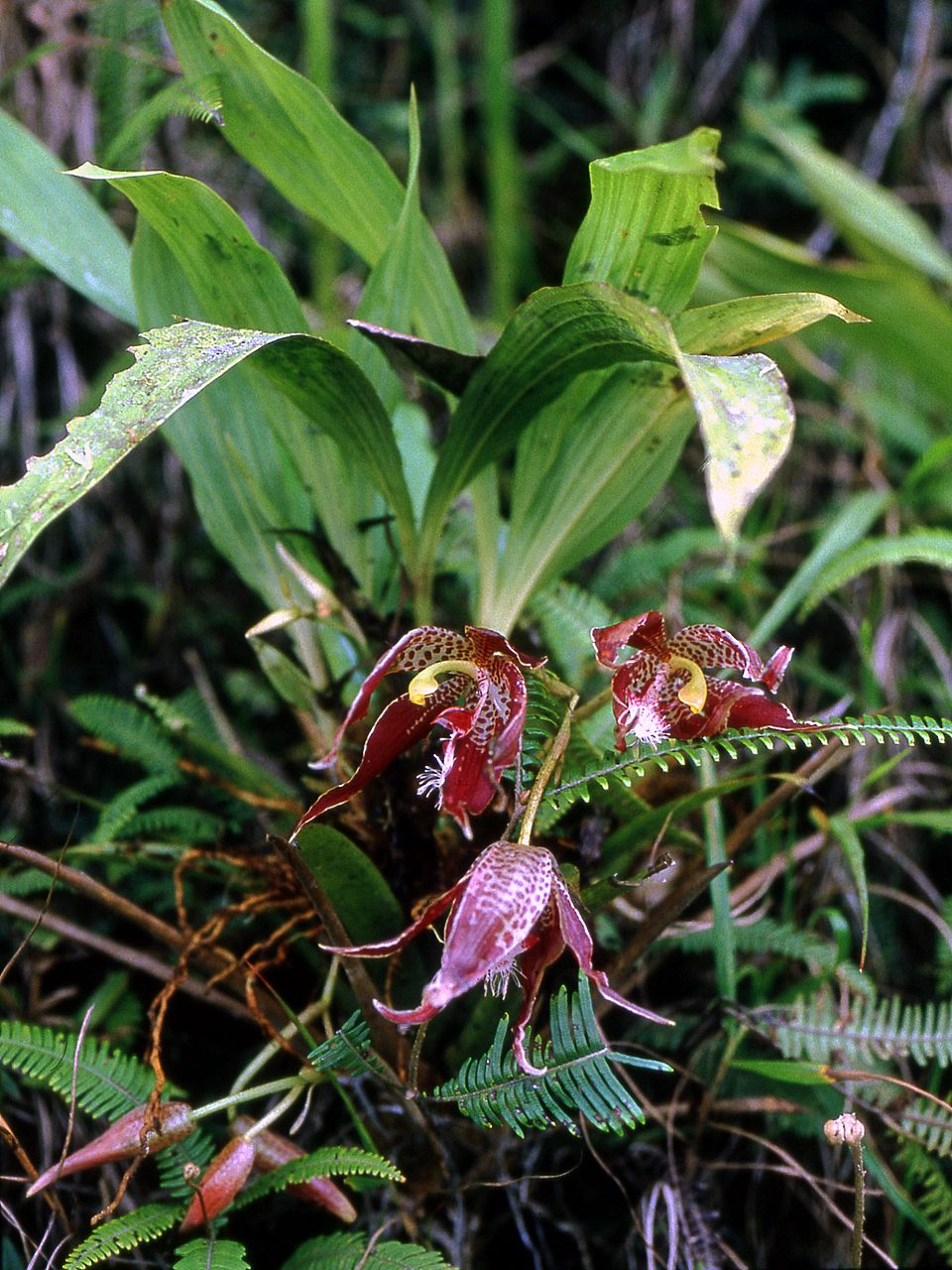
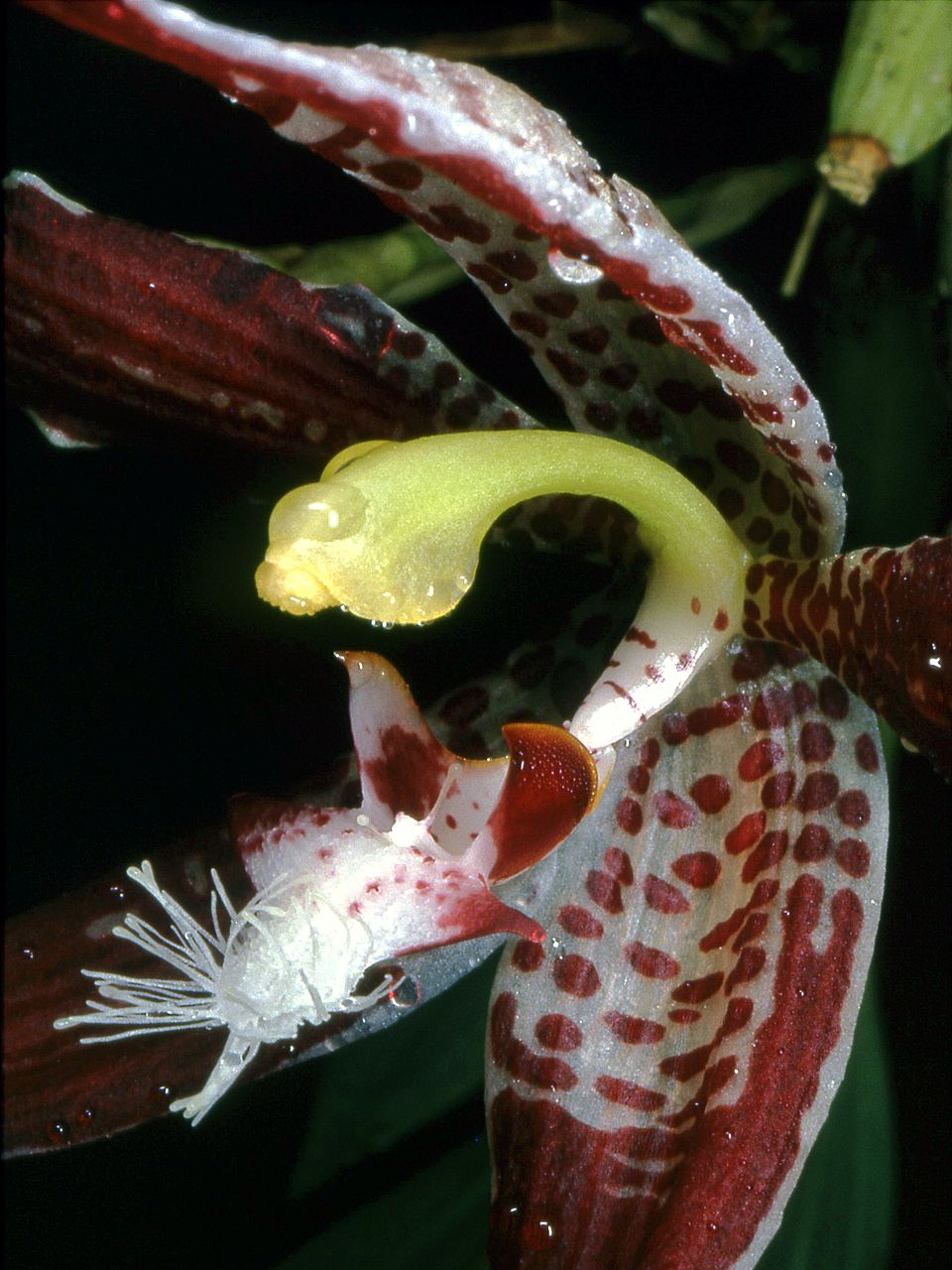
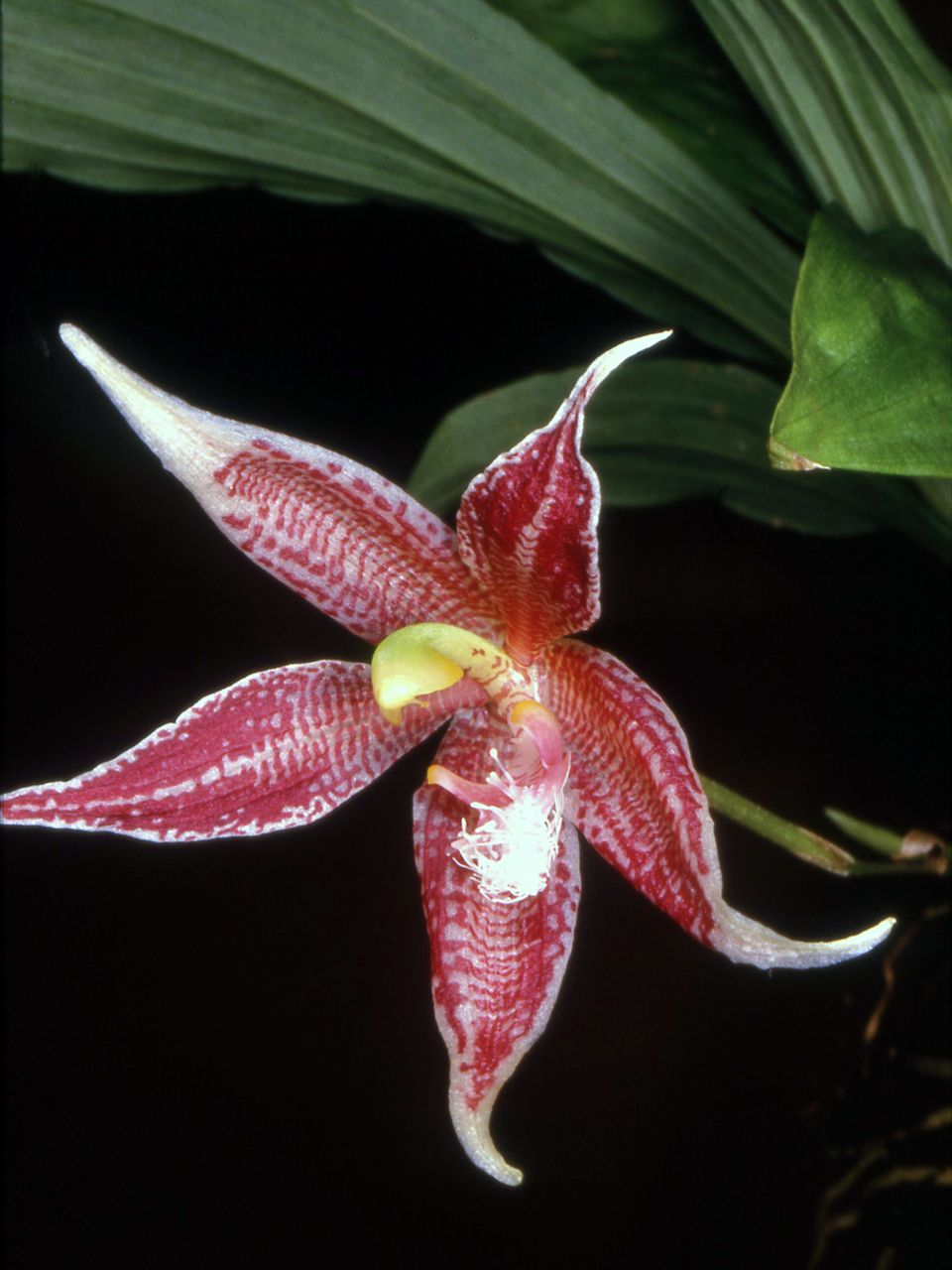